# Lonchocarpus phlebophyllus
Lonchocarpus phlebophyllus là một loài rau đậu thuộc họ Fabaceae.
Loài này có ở Costa Rica, Guatemala, Honduras, và Nicaragua.